# 乌尔夫·蒂默曼
乌尔夫·蒂默曼（德語：Ulf Timmermann，1962年11月1日—），德国男子田径运动员。他先后代表东德、德国参加1988年和1992年夏季奥林匹克运动会田径比赛，获得一枚金牌。